# Coursetia axillaris
Coursetia axillaris là một loài thực vật có hoa trong họ Đậu. Loài này được J.M.Coult. & Rose miêu tả khoa học đầu tiên.